# Chelodina rugosa
Chelodina rugosa là một loài rùa trong họ Chelidae. Loài này được Ogilby mô tả khoa học đầu tiên năm 1890.
Loài này được mô tả vào năm 1890 từ vật liệu được thu thập ở Cape York của Queensland, Úc. Loài này trong những năm gần đây đã có một số loài rùa đồng nghĩa với nó, phân bố bao gồm miền bắc Australia, Indonesia và Pitcairn. Loài rùa ăn thịt này ăn cá, nòng nọc, rùa con, giun, dế, v.v.
Nó không phải là một loài hung dữ với sự phòng thủ bằng cách cắn. Các cá nhân có xu hướng vẩy để trốn thoát hơn là cắn. Loài này có thể được tìm thấy không chỉ ở nước ngọt, mà do gần bờ biển phía nam New Guinea và gần các đảo gần bờ, nó cũng có thể được tìm thấy trong nước lợ. Chelodina rugosa có xu hướng ẩn dưới và giữa các tảng đá và khúc gỗ nếu có thể hoặc chôn mình trong bùn để hoạt động như một kẻ săn mồi phục kích cá, động vật lưỡng cư và động vật không xương sống (Schnirel, 2008). Sự dị hình giới tính là khá rõ ràng ở loài này. Con cái có thể dễ dàng nhận ra bởi cái đuôi rất ngắn, mập mạp.

## Hình ảnh

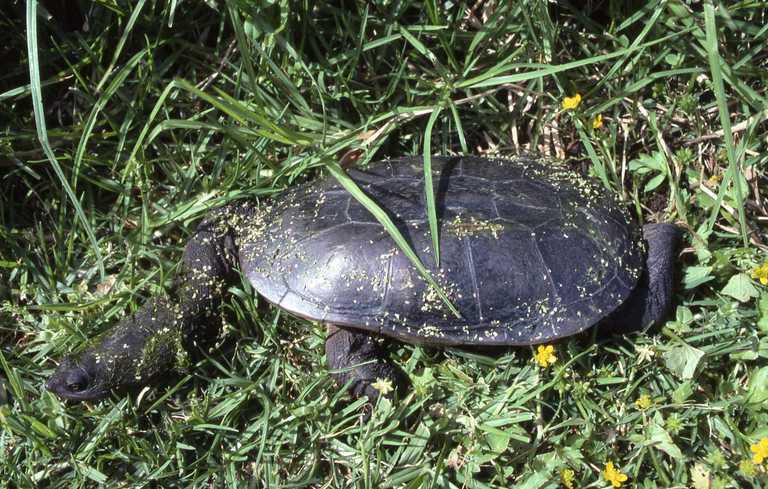
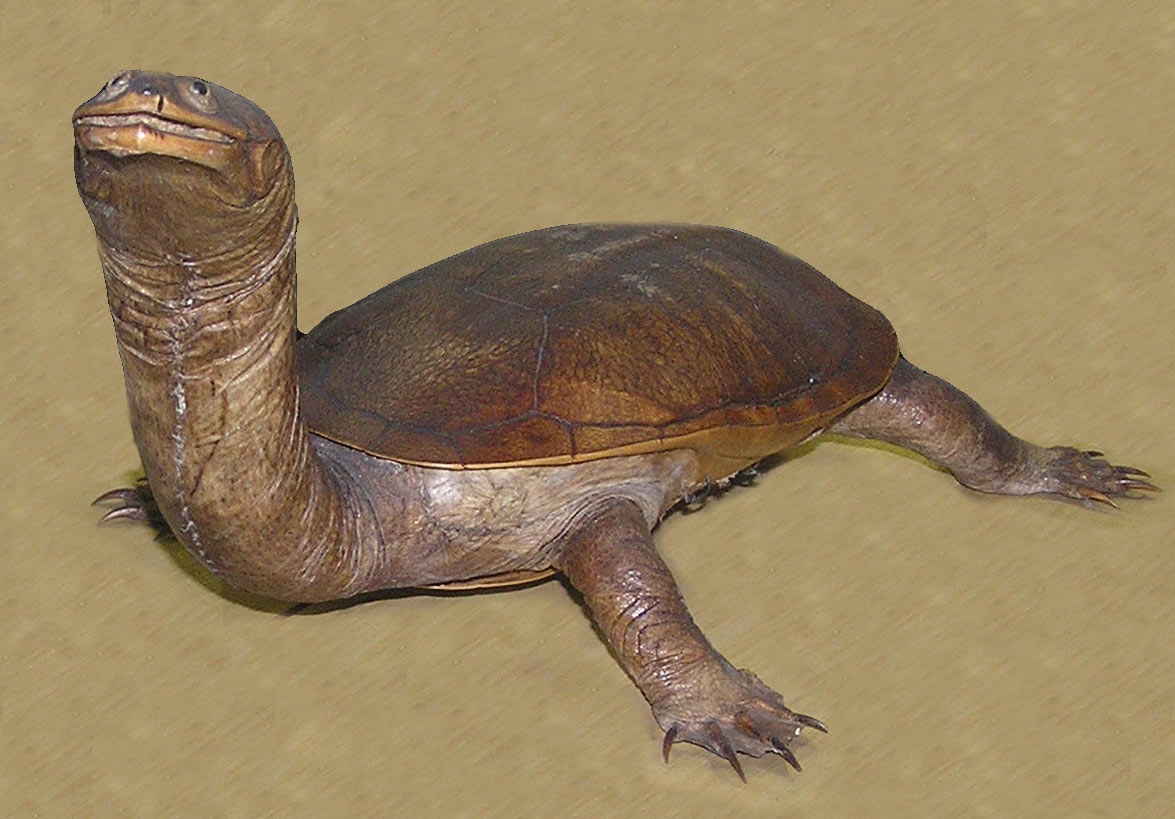
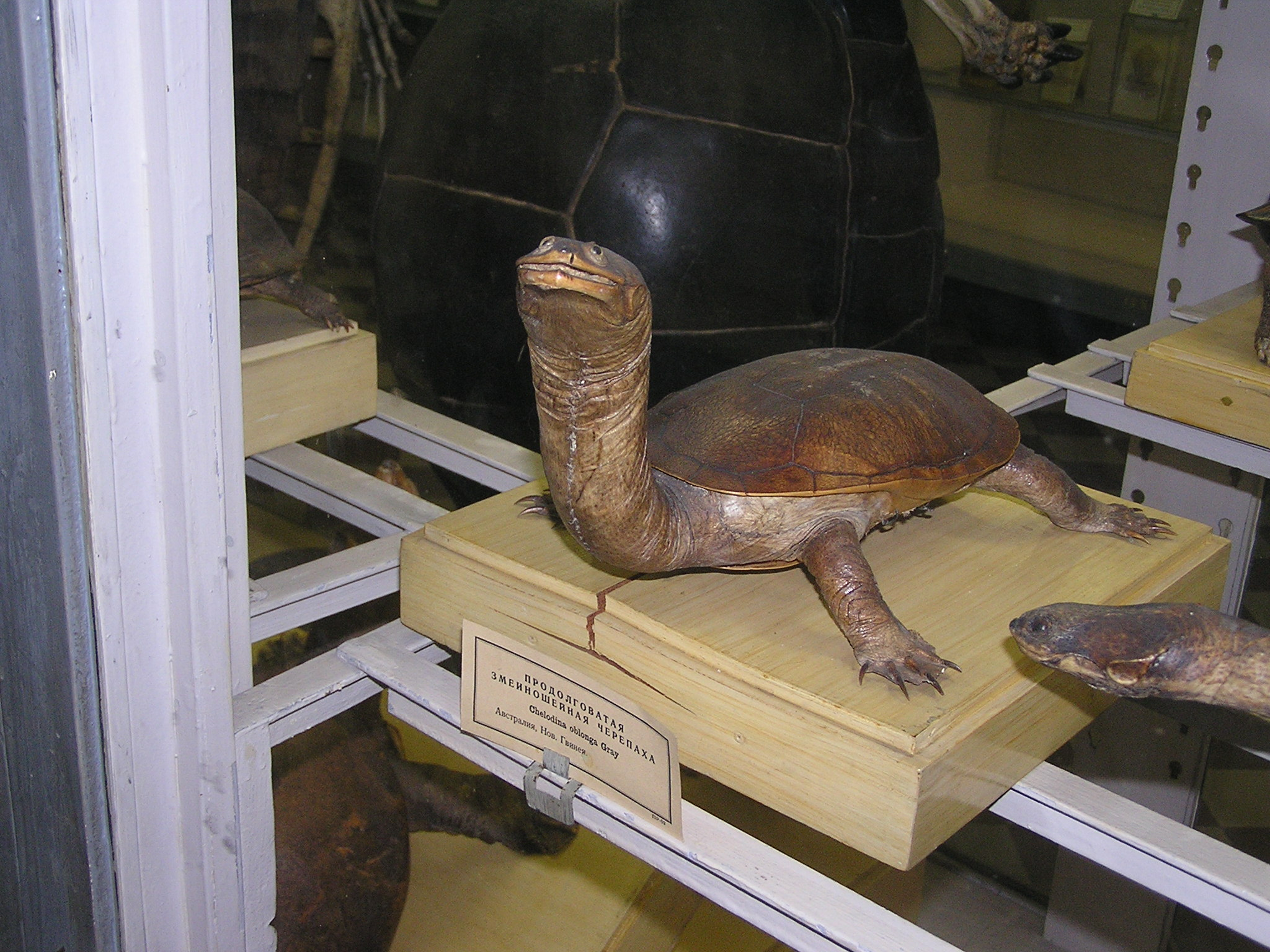